# Tormenta eléctrica (álbum)
Tormenta eléctrica es el décimo álbum de estudio de la banda argentina de heavy metal y hard rock Rata Blanca, que es editado oficialmente el 5 de agosto de 2015 por el sello Sony Music. Es el primer álbum del grupo tras 7 años de ausencia, desde El Reino Olvidado de 2008. Fue grabado en Brotheryn Studios en California y mezclado en los estudios Romaphonic en Buenos Aires, Argentina entre los meses de abril y julio. El 16 de julio, se develaron las primeras cuatro canciones durante el programa radial "No se desesperen" de la radio argentina Mega 98.3, en donde el guitarrista Walter Giardino brindó varios detalles del disco. Representa la primera participación en estudio con Danilo Moschen como tecladista y a su vez la última del bajista Guillermo Sánchez tras su repentino fallecimiento. El arte de tapa fue realizado por el ilustrador chileno Claudio Bergamin. Fue presentado oficialmente en el estadio Luna Park el 12 de septiembre de 2015.

## Detalles
El álbum se caracteriza por nutrirse principalmente del hard rock de los '70 y '80, cuyo sonido nos retrotrae a bandas clásicas como Deep Purple, AC/DC, Rainbow, Van Halen, Judas Priest, etc.
Walter Giardino dice respecto a esto:

«Yo creo que es rock metálico. Las dos partes se notan mucho. Eso nació antes de empezar a hacer las primeras canciones. Ya tenía ganas de hacer un disco así, más dirigido al rock y salir de un poco de ciertas temáticas, más sinfónicas o más neoclásicas, que ya las hicimos, y que volverán en algún momento. Pero hoy salió esto. Es un disco con muchas guitarras, muy potente, con canciones muy contagiosas de ritmo y de energía. Eso está pensado también para hacerlas en vivo. Quizás esta etapa tenga cosas que habían quedado retenidas de épocas anteriores mías, de principios de los ‘80 donde escuchaba más las rítmicas de AC/DC o bandas como Judas Priest, donde las guitarras mandaban más. Este disco sale también con los tapones de punta a poner un poco los puntos de que la esencia del rock pasa por otro lado».

## Recepción
La recepción del disco fue variada, si bien algunos de sus seguidores lo califican como un excelente disco, otra parte lo ubica como el peor de su carrera. En su crítica para Rolling Stone, Diego Mancusi califica al disco con un ranking de 2.5 de 5 estrellas argumentando "Tiene dos problemas; uno letras ingenuas que atraviesan gran parte del disco y el otro la comodidad... Giardino dispara solos con la pericia de siempre, pero cualquier voluntad épica queda trunca ante una sensación de piloto automático que lleva al disco a ese terreno incierto en el que todo es correcto pero nada memorable". Mientras que Hernán Dalmaso de webzine Trueno Metálico lo califica con 8 de 10 y argumenta: "Estamos frente a un disco muy redondo y simple,  pero que desprende mucha fuerza en cada uno de sus cortes... gran trabajo de Rata Blanca"

## Lista de canciones
| N.º | Título                         | Escritor(es)    | Duración |  |
| 1.  | «Tormenta eléctrica»           | Walter Giardino | 6:18     |  |
| 2.  | «Los chicos quieren rock»      | Walter Giardino | 3:57     |  |
| 3.  | «Tan lejos de aquel sueño»     | Walter Giardino | 5:34     |  |
| 4.  | «Rock and Roll Hotel»          | Walter Giardino | 4:27     |  |
| 5.  | «Buscando pelea»               | Walter Giardino | 4:36     |  |
| 6.  | «Rebelde y solitario»          | Walter Giardino | 6:11     |  |
| 7.  | «El jugador»                   | Walter Giardino | 4:35     |  |
| 8.  | «Señor espectro»               | Walter Giardino | 4:59     |  |
| 9.  | «Pequeño ángel oscuro»         | Walter Giardino | 4:54     |  |
| 10. | «Batalla persa» (Instrumental) | Walter Giardino | 4:48     |  |

### Digital Bonus Track
| Digital Bonus Track |                         |                 |          |  |
| N.º                 | Título                  | Escritor(es)    | Duración |  |
| 11.                 | «Mansión de la adivina» | Walter Giardino | 4:16     |  |

## Personal

### Banda
- Walter Giardino - Guitarra / Producción Artística / Letras / Mezcla
- Guillermo Sánchez † - Bajo / Coros
- Adrián Barilari - Vocales
- Fernando Scarcella - Batería
- Danilo Moschen - Teclados / Coros

### Otros
- Dave Jenkins - Técnico de grabación
- Jason Mariani - Técnico de grabación
- Julio Berta - Mezcla y masterización
- Sebastian Melesi - Productor
- Claudio Bergamin - Arte de tapa